# Teatro Real Coliseo de Carlos III
El Teatro Real Coliseo de Carlos III es un teatro de corte situado en el municipio de San Lorenzo de El Escorial (Comunidad de Madrid, España). Fue construido en el siglo XVIII. Es el único que mantiene la tipología del teatro de ese siglo intacta, de ahí que sea uno de los más antiguos teatros cubiertos conservados en España.

## Historia
Hasta la llegada de los Borbones la actividad teatral se había desarrollado en España en locales improvisados, en entarimados en las plazas o en patios de casas particulares. Consciente de esta carencia, la corte borbónica, muy aficionada a este entretenimiento, se propuso dotar a los Reales Sitios de locales destinados a teatros permanentes aptos para recibir a las compañías de comediantes italianas y francesas. Reinando Carlos III, entre los años 1770 y 1778, el arquitecto francés Jaime Marquet realiza tres de los teatros de la Corte, los de los Reales Sitios de Aranjuez, El Pardo y San Lorenzo de El Escorial. En los tres adopta un modelo estandarizado, que parte de los planteamientos que responden a la concepción clásica utilizada por el teatro italiano, que a su vez, se inspira en modelos vitrubianos basados en la teoría del contenedor y de la curva óptica. Marquet supera el concepto de teatro como decoración para convertirlo en un hecho arquitectónico con toda la complejidad estructural que conlleva el ejercicio escénico. La construcción comienza en 1771 y al año siguiente estaba ya terminado. Juan de Villanueva lo reformó entre 1784 y 1789.

## Descripción
El edificio histórico tiene planta rectangular con eje axial actuando la sala como elemento estructurante del conjunto teatral. Esta tiene forma de «U» y ella abre el amplio cuerpo del escenario, de planta rectangular, donde se conservan los peines originales del siglo XVIII. Posee dos niveles de palcos sobre los existentes en la planta baja y entre estos últimos y la plataforma de la planta, hay además un nivel intermedio de asientos corridos. A la sala se accede desde un vestíbulo que ocupa todo el desarrollo de la fachada principal, con dos escaleras de subida a los cuerpos superiores. 
Exteriormente el edificio presenta un aspecto compacto, con cubiertas a tres aguas, elevándose sobre el conjunto el cuerpo destinado a albergar la armadura del peine del escenario. La fachada principal, con traza dotada de gran sencillez, presenta dos alturas sobre la planta baja y está enmarcada por pilastras encadenadas. En la planta baja se sitúan los cuatro vanos de acceso al interior, guardando correspondencia con estos huecos los de plantas superiores, consistentes en balcones en la planta noble y en ventanas en planta alta, estando los vanos superiores recercados. 
Tras diversas vicisitudes sufridas a lo largo de su existencia, este edificio histórico es restaurado y rehabilitado en 1975 salvándolo del derribo, teniendo lugar su inauguración en 1979. 
Esta restauración, realizada en su interior con un criterio muy respetuoso con la historia del edificio, se complementa con ámbitos introducidos «ex novo», tales como el foso para la orquesta, vestuarios, camerinos y otras instalaciones relacionadas con las funciones teatrales y un ambigú-cafetería. Estas dependencias se ubican en el sótano y la entreplanta obtenidos bajo los niveles originales del edificio histórico, según proyecto de los arquitectos Mariano Bayón y José Luis Martín Gómez, interviniendo también el destacado arquitecto contemporáneo Manuel Manzano Monís.
En la fachada principal los huecos centrales de la planta baja se cubren con un atrio porticado clasicista sostenido por tres pares de columnas sobre plintos, que se remata con balaustrada metálica. Este pórtico fue dibujado en su día y realizado bajo la dirección del arquitecto Fernando Chueca Goitia.